# Wassenberg (Adelsgeschlecht)

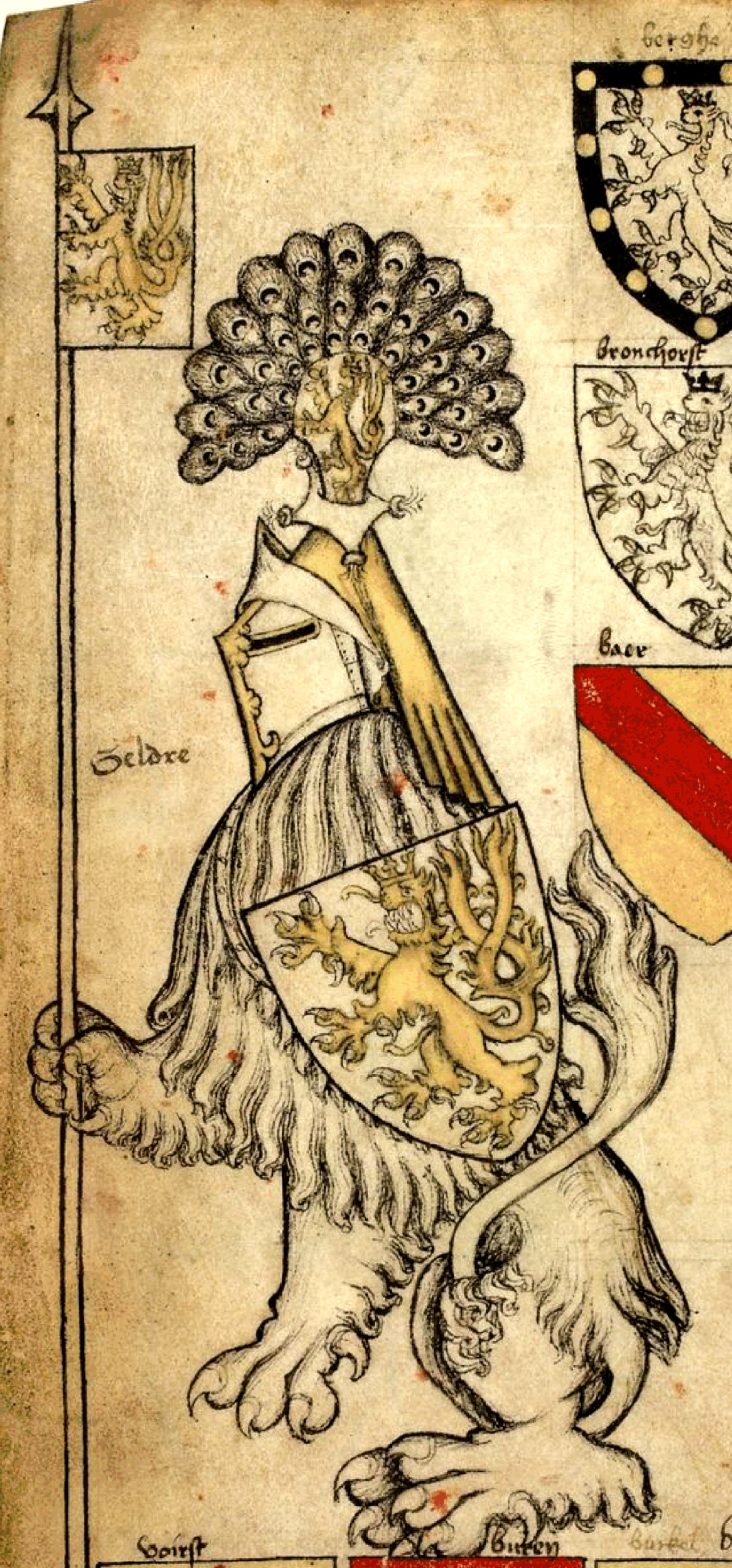
Wappen der Grafen von Wassenberg/Grafen von Geldern im Armorial Gelre, ca. 1380 (unvollständig koloriert)

Die Grafen von Wassenberg waren im Hochmittelalter ein niederrheinisches Adelsgeschlecht, das die Grafschaft Wassenberg regierte und seit vor 1096 bis 1371 auch die Grafen und Herzöge von Geldern stellte. Wassenberg ging bereits 1129 als Heiratsgut der Jutta, Tochter des Grafen Gerhard III. von Wassenberg, an deren Mann Graf Walram I. von Limburg und damit an die Grafen und späteren Herzöge von Limburg über, später dann an das Herzogtum Jülich. Die Grafen von Wassenberg verlagerten ihr Herrschaftszentrum in die Burg Geldern.

## Geschichte

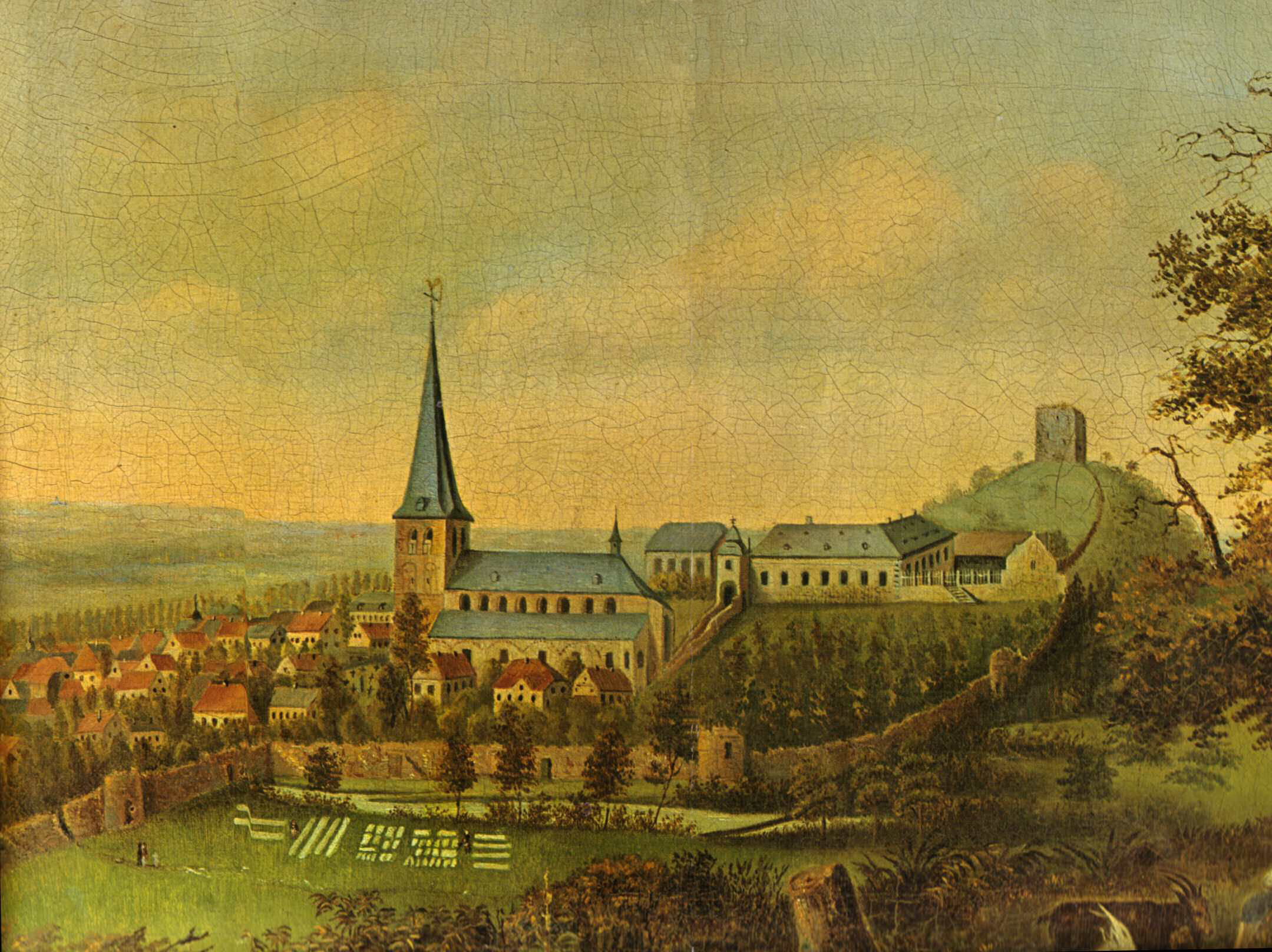
Wassenberg im frühen 19. Jh.

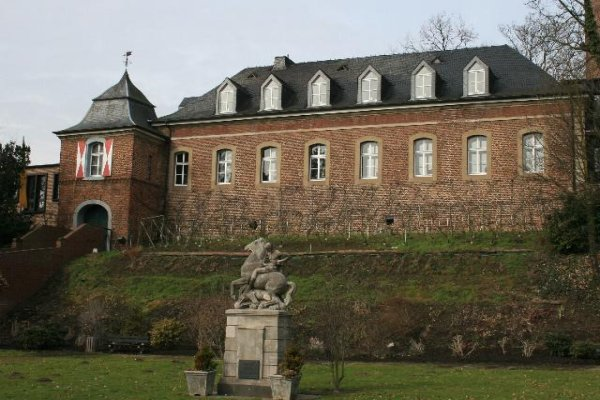
Burg Wassenberg

Zum Ursprung dieses adeligen Geschlechtes können urkundlich viele Fakten im Detail nicht belegt werden oder sind strittig. Die Vorgänger dieser Adelsfamilie kamen vermutlich aus St. Anton (Antoing) in der westflanderichen Grafschaft Hennegau. Aus einer dort ansässigen Familie, die „freie Grundherren“ waren, wurden die Brüder, Gerhard und Rutger, die bei ihrem Auftreten nach dem Jahre 1000 am Niederrhein, nach ihrer räumlichen Herkunft Flamenses (aus Flandern), genannt wurden, am Niederrhein ansässig. Für „Flamenses“ wird angenommen, dass von „Vlaming“ abgeleitet wurde, da ihre Herkunft in Flandern lag. Nach einer anderen Vermutung könnte Flamenses auch von „rothaarig“ abgeleitet worden sein. Kaiser Heinrich II. vergab um 1020 an diesen beiden Brüder (Flamenses) „Gebiete bei Wassenberg“ und „Gebiete im Bereich von Kleve“ zu Lehen, wobei sie sich als Grafen umgehend nach diesen beiden Höhenburgen (von denen es lediglich drei am Niederrhein gibt) benannten (Grafen zu Wassenberg, Grafen zu Kleve).
Nachkommen dieser beiden „Flamenses“ waren mit fast allen wichtigen Adelsdynastien im Gebiet von Maas und Niederrhein verwandt. Nachfolger von Gerhard wurden die Grafen von Wassenberg und danach die Grafen von Geldern. Die Nachkommen von Rutger waren die Grafen von Kleve. Neben diese beiden Grafschaften, die später zu Herzogtümern wurden, gab es weitere Verwandtschaften mit den Herren von Heinsberg und Falkenburg und mit den Herzogtümern Jülich und Berg.
Bereits die Nachfolger des ersten Gerhard Flamenses, Sohn „Gerhard II.“ und Enkel „Heinrich“ hatte die Machtbasis über Wassenberg hinaus mit zusätzlichen Lehen im Bereich Maas und nördlich davon ausgebaut. Unter Graf Gerhard III. von Wassenberg, der bereits auch Graf Gerhard I. von Geldern genannt wurde, begann die Verlagerung des Wohnsitzes in die Grafschaft Geldern und deren Erweiterung. Auch den nächsten Grafen gelang es das Gebiet von Geldern weiter zu vergrößern. Unter Otto II. von Geldern war bereits Mitte des 13. Jahrhunderts das Gebiet der Grafschaft Geldern mit den vier Quartieren: Veluwe, Nijmegen, Zutphen und Obergeldern, in der die Stadt Geldern lag, weitgehend abgerundet.
Inzwischen hatte nach dem Tode von Gerhard III. von Geldern 1129 dessen Tochter Judith „Wassenberg“ an die Grafen von Limburg vererbt, da sie Walram III. von Limburg geheiratet hatte. Die Grafschaft Wassenberg war somit keine eigenständige Grafschaft mehr, da sie nun ein Bestandteil anderer Herrschaftsgebiete war. Ab dem Spätmittelalter wurde sie deshalb zum Amt Wassenberg.
Zum Zeitpunkt der Schlacht von Worringen 1288 war der damalige Graf Rainald I. von Geldern auch kurzzeitig Herzog von Limburg. Da Rainald I. zu den Verlierern gehörte, mussten sowohl Wassenberg wie auch das Herzogtum Limburg wieder abgetreten werden. Das Amt Wassenberg wechselte danach noch häufiger die Zugehörigkeit und gehörte beispielsweise ab 1311 zu Jülich, ab 1317 zu Heinsberg und ab 1421 kurzzeitig zur Grafschaft Moers.

## Geschichte der Adelsfamilie Gerhard Flamenses

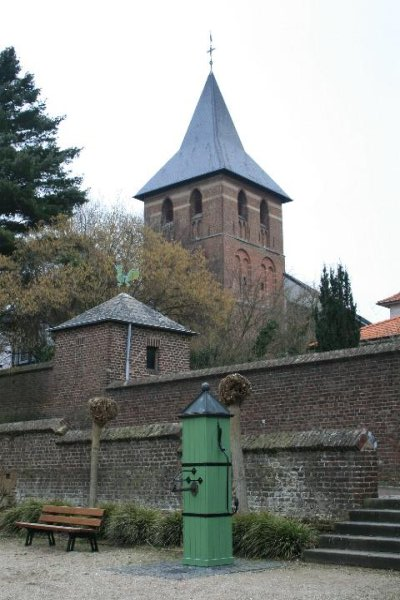
Propsteikirche St. Georg, Wassenberg

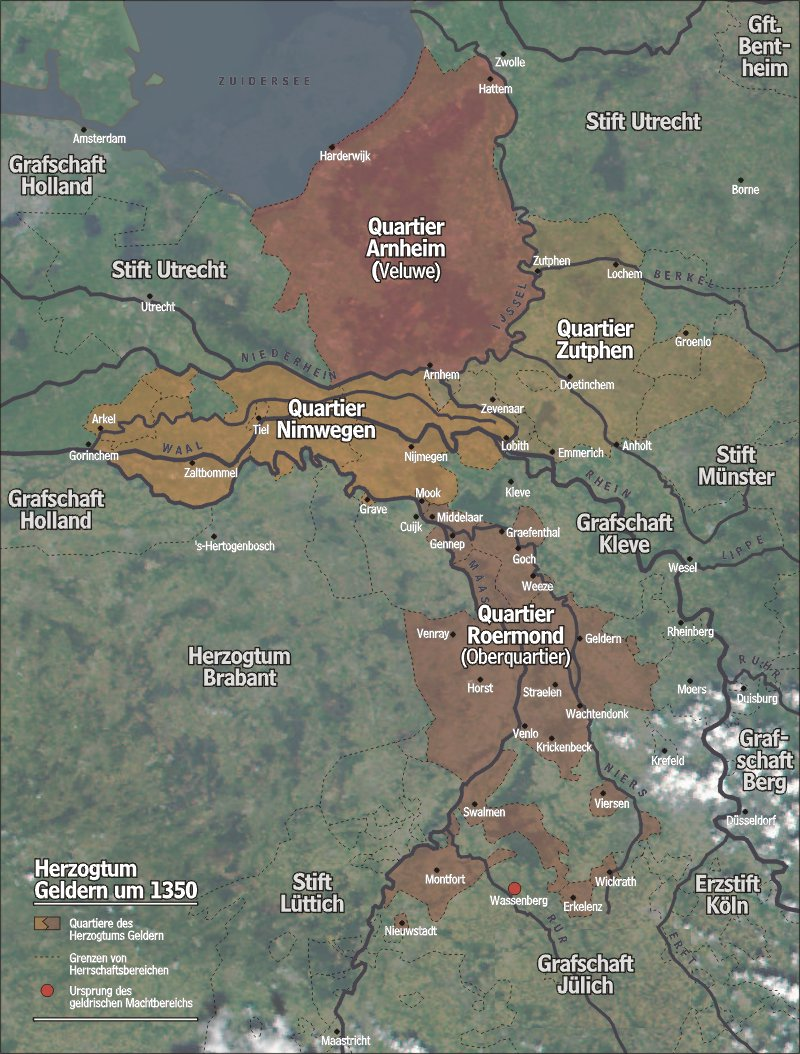
Karte vom Herzogtum Geldern um 1350

Der erste Edelherr von Wassenberg aus der Familie „Flamenses“ war wohl Gerhard Flamenses (oder Gerardus Flamens). Dieser ist urkundlich 1033 Zeuge eines Vertrages unter Kaiser Konrad II. Dessen Vater mit Namen Dietrich soll vermutlich ein Graf in Westflandern gewesen sein. Wie bereits angeführt, mussten die Söhne Gerhard und Rudger nach 1000 Westflandern verlassen. 1021 erhielt Gerhard das  Gebiet Wassenberg zum Dank für seine Dienste von Kaiser Heinrich II. zu Lehen und Gerhard wurde zum „Herrn zu Wassenberg“. Nachfolger wurde sein Sohn „Graf Gerhard II.“, der für 1042 nachweisbar ist. 1053 wurde dieser Graf von Teisterbant und Betuwe (Betau) und 1057 Graf des Hattuariergaus als Lehen von Erzbischof Hermann II. von Köln.
Nach den Belehnungen gründete 1118 der Graf Gerhard III. in Wassenberg das Stift St. Georg als Grablege der ersten Grafen. Die nächsten Grafen wurden in den Zisterzienserklostern Kamp und Roermond beigesetzt. Nach der Verlagerung des Familiensitzes nach Geldern wurde unter Otto II. von Geldern 1248 das Kloster der Zisterzienserinnen in Graefenthal bei Goch gegründet. Die Grablege der Grafen und der ersten Herzöge von Geldern wurde danach bis 1337 in dieses Kloster verlegt.
Zur Regierungszeit und dem Todesjahr des ersten Gerhards, Herr zu Wassenberg, fehlen eindeutige urkundliche Nachweise. Nachfolger von Gerhard Flamenses wurde der Sohn Gerhard als Graf Gerhard II. von Wassenberg, der dieses Adelsgeschlecht fortsetzte. Dieser hatte drei Söhne und zwar: Heinrich, Gerhard und Dietrich. Während Heinrich als Ältester die Dynastie in Wassenberg fortführte, wurde Gerhard 1082 Graf in Hamaland und 1085 Graf im Westfalengau. Dietrich dagegen wurde als „Herr zu Heinsberg und Falkenberg“, erster nachweisbarer Stammvater dieses Adelsgeschlechts. Er ist 1058 Zeuge in einer Utrechter Urkunde, wurde 1056 Graf in Veluwe und 1058 Graf in Teisterbant.
Gerhard II. von Wassenberg wurde 1076 mit der Grafschaft „Maasgau“ belehnt, zu dem auch Gebiete der Vogtei Geldern gehörten. 1079 wird die Vogtei zur Grafschaft Geldern. Sein Sohn Heinrich folgte von 1082 bis 1085 als Graf Heinrich von Wassenberg. Graf Heinrich hatte zwei Söhne, Gerhard und Heinrich. Letzterer war von 1096 bis 1118 „Graf von Krickenbeck“.
Der ältere Sohn und Nachfolger Gerhard III. von Wassenberg benutzte ab 1096 als erster den Titel Graf Gerhard I. von Geldern. Er war mit Clementia von Poitou verheiratet. Während seiner Regierungszeit wurden die Befestigungen von Wassenberg verstärkt und 1107 das „Castrum Wassenbergha“ erweitert. Weiterhin wurde der Bau der Colligiatkirche zu Wassenberg 1118 ebenfalls unter Graf Gerhard III. von Wassenberg vollendet. Zu dieser Zeit gehörte Wassenberg mit Heinsberg und Sittard zu den einzigen Kirchspielen am Niederrhein, die östlich der Maas lagen und die zum Diözesanverband von Lüttich und nicht zum Erzbistum Köln gehörten. Die Kirche wurde deshalb 1118 von Bischof Otbert von Lüttich eingeweiht.
Sein Sohn Gerhard wurde nach dem Tode des Vaters um 1129 als Graf Gerhard II. von Geldern Nachfolger. Er war der letzte aus der Familie, der auch den Titel eines amtierenden „Grafen von Wassenberg“ führte. Lediglich Rainald I. von Geldern war später nochmals kurzzeitig auch amtierender Graf von Wassenberg. Gerhard II. heiratete Ermgard von Zutphen (auf Deutsch: Zütphen), die die Erbtochter des Grafen Otto II. von Zutphen war. Über seine Ehefrau wurde die Grafschaft Zütphen nach Ottos II. Tod Bestandteil des Herrschaftsgebietes von Geldern. Er regierte nur von 1129 bis 1131. Seine Tochter Judith (* 1074 oder 1090, † 1151) heiratete Walram III. von Limburg und war die Erbin von der Grafschaft Wassenberg.
Nachfolger wurde der Sohn Heinrich, der als Graf Heinrich I. von Geldern und Zütphen bis 1182 regierte. Das Gebiet der Grafschaft Geldern umfasste zu dieser Zeit bereits viele Bereiche zwischen Roer und Maas bis zur Zuidersee und war eine der größten Grafschaften in Niederlothringen. Durch den Streubesitz in Friesland und Westfalen aus dem Zutphener Erbe hatte der Graf viele Händel mit den Bischöfen von Lüttich, Münster und Paderborn. Da er gute Beziehungen zu Kaiser Barbarossa unterhielt, konnte er aber seinen Besitz weitgehend absichern.
Nach Heinrich I. folgte von 1182 bis 1207 Otto I. als Graf von Geldern und Zütphen, der 1182 von Kaiser Friedrich I. das Gebiet Veluwe zusätzlich zu Lehen erhielt. Von 1207 bis 1229 folgte Gerhard III./IV. Der nächste Graf von Geldern war von 1229 bis 1271 Otto II., auch Otto mit dem Pferdefuß genannt. Dieser erhielt am 8. Oktober 1247 von Wilhelm von Holland, der kurzzeitig ein deutscher Gegenkönig war, die königliche Domäne Nimwegen zum Pfand. Da das Pfand nicht ausgelöst wurde, gehörte seit dieser Zeit Nimwegen zu Geldern.
Sein Sohn Rainald I., der von 1271 bis 1318 regierte, heiratete Ermengard von Limburg, die Tochter des Herzogs Walram V. von Limburg. Nach dessen Tod wurde Reinald I. von 1280 bis 1288 auch Herzog von Limburg. Da Reinald I. auf der Seite von Kurköln in der Schlacht von Worringen gegen den Herzog von Brabant kämpfte und unterlag, musste er auf das Herzogtum Limburg wieder verzichten. Der in der Schlacht verwundete und gefangene Graf Reinald I. wurde danach gemütskrank. In Geldern kam es ab 1316 unter seinem Sohn Reinald zu einem Aufstand. Ab 1318 übernahm der Sohn als Graf Rainald II. gewaltsam die Macht und sperrte seinen Vater von 1320 bis zu dessen Tod 1326 ins Gefängnis.
Unter Rainald II., der von 1318 bis 1343 regierte, wurde am 13. März 1339 die Grafschaft Geldern von Kaiser Ludwig der Bayer zu einem Herzogtum erhoben. Nach seinem Tode wurde sein ältester Sohn Rainald III. Nachfolger. Nach einem Streit mit seinem jüngeren Bruder Eduard wurde Rainald III. 1361 in der Schlacht bei Tiel besiegt. Rainald musste zu Gunsten seines jüngeren Bruders auf sein Amt verzichten und dieser war von 1361 bis 1371 Herzog Eduard von Geldern. Nach dessen Tod 1371 wurde kurzzeitig Reinald III. für wenige Monate nochmals amtierender Herzog von Geldern, starb aber auch noch im gleichen Jahr. Da sowohl Reinald III. wie auch Eduard kinderlos waren, erlosch mit ihnen das von Gerard Flamenses gegründete Adelsgeschlecht im Mannesstamm. Für die Nachfolge im Herzogtum Geldern kam es deshalb nach 1371 zum Ersten Geldrischen Erbfolgekrieg.

## Stammliste
Hinweis
1. Gerhard I. Flamens (* spätestens 985 – † nach 1033), um 1021 wurde der flämische Edelmann „Gerhard Flamens“ von Kaiser Heinrich II. mit Wassenberg belehnt; Sohn Gerhard wurde
  1. Gerhard II. von Wassenberg, (* um 1010 – † 1082), Graf von Wassenberg, 1053 Graf in der Betau (Betuve) und Teisterbant, 1057 Graf im Ruhrgau, ist 1067 urkundlich als Graf im Hattuariergau nachweisbar, um 1080 erhielt Gerhard II. die Grafschaft Maasgau, ⚭ mit?; Söhne: a) Heinrich, b) Gerhard und c) Dietrich
    1. Heinrich von Wassenberg (* um 1035: † vor 1085) Graf von Wassenberg, verheiratet mit Adelheid von Geldern, Tochter des Vogtes Wichard III. von Geldern aus dem Hause der Herren von Pont, Söhne: Gerhard und Heinrich
    2. „Gerhard“ (*? – †?), 1082 Graf im Hamaland und 1085 Graf im Westfalengau
    3. „Dietrich“ (* um 1035; † um 19. Oktober 1082), Stammvater der Herren von Heinsberg und Herren von Falkenburg[19], 1058 Zeuge einer Utrechter Urkunde, 1076 Graf in der Veluwe, 1078 Graf in Teisterbant; ⚭ Hedwig von Montaigu?; Söhne: Gerhard von Heinsberg und Goswin I. von Heinsberg
      1. Gerhard III. von Wassenberg (* um 1060; † um 1129), Graf von Wassenberg, Graf Gerhard I. von Geldern, ⚭ erste Ehefrau?, ⚭ zweite Ehefrau nach 1086: Clementia von Poitou, Tochter des Grafen von Poitou und Ermensinde von Longwy, Clementia war Witwe des Grafen Konrad von Luxemburg; Kinder: aus erster Ehe: a) Jolante, aus zweiter Ehe: b) Tochter Judith (oder Jutta) und c) Sohn Gerhard
      2. „Heinrich“ 1096 bis 1118 Graf von Krieckenbeck
        1. Gerhard IV. von Wassenberg, „der Lange“, (* um 1090/95; † um 1131), Graf von Wassenberg, Graf Gerhard II. von Geldern, ⚭ mit Ermgard von Zutphen, Erbtochter der Grafschaft Ijssel von Graf Otto von Zutphen und Judith von Supplinburg; Kinder: Heinrich und Adelheid
        2. Jolante, (* um 1090; †?), ⚭ erste Ehe: Graf Balduin II. von Hennegau, ⚭ zweite Ehe: Gottfried Graf von Valenciennes
        3. Judith, (* um 1090; † 24. Juni 1151), Erbin von Wassenberg, verheiratet mit Walram I. von Arlon und Limburg;
          1. Heinrich I. von Geldern (* um 1117; † 10. September 1182), Graf von Geldern vom 24. Oktober 1131 bis 1182, ab etwa 1138 auch Graf von Zutphen, ⚭ um 1035 mit der Tochter Agnes des Grafen Ekbert von Tecklenburg und Udihildis von?; Kinder: a) Gerhard, b) Otto, c) Agnes d) Adelheid e) Margareta und? d) Alberich, dessen Abstammung jedoch umstritten ist
          2. Adelheid, (* nach 1050 – †?), ⚭ 1150 Graf Heinrich von Tecklenburg
            1. Gerhard III. von Geldern (* um 1140 – † kurz vor 1182), Mitregent seines Vaters, der kurz nach dem Tod des ältesten Sohnes starb, ⚭ 1181 die Witwe Ida von Bologne, Tochter des Matthäus von Flandern und Graf von Boulogne und Maria von Boulogne
            2. Otto I. von Geldern (* um 1150 – † nach 30. April 1207), Graf von Geldern von 1182 bis 1207, ⚭ Richardis von Scheyern-Wittelsbach, Tochter des Herzogs Otto I. von Bayern und Agnes von Looz; Kinder: a) Heinrich um † 1198, b) Gerhard, c) Otto, d) Ludwig, e) Adelheid, f) Margareta (*? † nach 1264), g) Irmgard (*? – † nach 1230) und h) Mechtild (*? nach 1230)
            3. Agnes, (*? – †?), ⚭ 1168 Graf Heinrich von Namur und Luxemburg
            4. Adelheid, (*? – † 4. Februar 1218), ⚭ 1179 Graf Gerhard II. von Looz und Rienek
            5. Margareta, (*? – †?), ⚭ 1157 Graf Engelberg von Berg
              1. Gerhard IV. (* um 1185 – † 22. Oktober 1229), Graf von Geldern von 1207 bis 1229, ⚭ Margaretha von Brabant (1192–1231), Tochter von Heinrich I. von Brabant; Kinder: a) Otto, b) Heinrich, c) Margareta und d) Ricarda
              2. Heinrich, † um 1198
              3. Otto (* um 1194/95; † nach 1. September 1215), Propst zu Xanten, 1213 bis 1215 Bischof von Utrecht
              4. Ludwig (*? – † 21. Juni 1217), Dompropst zu Utrecht
              5. Adelheid (* um 1187 – † nach 4. Februar 1218), ⚭ 1237 Graf Wilhelm von Holland
              6. Margareta (*? – † nach 1264), ⚭ 1216 Graf Lothar II. von Are-Hochstaden
              7. Irmgard (*? – † nach 1230), ⚭ 1210 Graf Adolf I. von Altena und von der Mark
              8. Mechtild (*? – † nach 1230), ⚭ 1221 Graf Heinrich II. von Nassau
2. Otto II. von Geldern, „der Lahme“, (* um 1215 – † 10. Januar 1271), Graf von Geldern von 1229 bis 1271, ⚭ erste Ehe: 1240 Margareta von Kleve, Tochter des Grafen Dietrich V. von Kleve und Mechthild von Dinslaken, ⚭ zweite Ehe: 1253 Philippa de Dammartin, Tochter des Grafen von Ponthieu und Marie von Aumale; Kinder: aus erster Ehe: a) Elisabeth und b) Margareta; aus zweiter Ehe: c) Rainald, d) Philippa und e) Margareta
3. Heinrich, (*? – † 23. April 1285), Dompropst zu Utrecht, 1247 bis 1274 Bischof von Lüttich, Abt von Stablo danach Herr von Montfort
4. Margareta, (*? – † vor 1251), 1237 verlobt mit Graf Wilhelm IV. von Jülich
5. Ricarda, (*? – † 1293/98), ⚭ vor 1251 den Witwer ihrer Schwester Graf Wilhelm IV. von Jülich
  1. Rainald I. von Geldern, „der Streitbare“, (* um 1255 – † 9. Oktober 1326), Graf von Geldern von 1271 bis 1326, 1317 kurzzeitige Erhebung in den Reichsfürstenstand durch den Gegenkönig Friedrich den Schönen von Österreich, Herzog von Limburg von 1280 bis 1288, 1318 von seinem Sohn als Graf von Geldern abgesetzt, ⚭ erste Ehe 1276 mit Ermgard von Limburg, Tochter des Herzogs Walram VI. von Limburg und Jutta von Kleve, ⚭ zweite Ehe mit 1286 mit Margareta von Flandern, Tochter des Guido de Dampierre, Graf von Flandern und Namur und Isabella von Luxemburg; Kinder: aus erster Ehe: keine, aus zweiter: a) Rainald, b) Guido, c) Philipp, d) Elisabeth, e) Philippa und f) Margareta
  2. Elisabeth ⚭ 1249 Graf Adolf VII. von Berg, † 1313
  3. Margareta ⚭ 1262 Graf Enguerrand IV. von Coucy und Oisy, † 1282/87
  4. Philippa, ⚭ 1275 Walram den Roten, Herrn zu Falkenburg, Monschau und Sittard, † 1294
  5. Margareta, ⚭ Graf Dietrich VIII. von Kleve, † nach 1293
    1. Rainald II. von Geldern, „der Rote/der Schwarze“ (* um 1295 – † 12. Oktober 1343), ab 1318 amtierender Graf von Geldern, ab 19. März 1339 Erhebung in den Reichsfürstenstand als Herzog von Geldern und Graf von Zutphen; ⚭ erste Ehe 1311 mit Sophia Berthout, Tochter von Floris de Berthout, Herr von Mecheln und Mathilde von Mecheln, ⚭ zweite Ehe 1331 mit Eleonore von England, Tochter König Eduard II. von England und Isabella von Frankreich; Kinder: aus erster Ehe: a) Margareta, b) Mechthild c) Elisabeth/Isabella und d) Maria; aus zweiter Ehe: e) Rainald und f) Eduard
    2. Guido († nach 1315 Arnheim),
    3. Philipp († jung),
    4. Elisabeth, Äbtissin des Klosters St. Klara in Köln, † 1354
    5. Philippa, Nonne im Kloster St. Klara in Köln, † 23. August 1352
    6. Margareta, (* vor 1305 – † 1331/33), ⚭ Graf Dietrich IX. von Kleve
      1. Rainald III. von Geldern, (* 13. Mai 1333 – † 4. Dezember 1371), „der Dicke“, Herzog von Geldern und Graf von Zutphen vom 12. Oktober 1343 bis 25. Mai 1361 und danach bis 24. August 1371 in Gefangenschaft, ⚭ 1347 Maria von Brabant, Tochter von Herzog Johann III. von Brabant und Maria von Evreux, Kinder: keine
      2. Margareta, (* um 1320 – † 4. Oktober 1344), ⚭ 1342 mit Graf Gerhard von Jülich; Margareta verkauft 1333 Herrschaft und Vogtei Mecheln an die Grafschaft Flandern
      3. Mechthild, (* um 1325 – † 21. September 1384), ⚭ 1336 erste Ehe mit Graf Gottfried von Looz und Chiney, ⚭ 1348 zweite Ehe mit Graf Johann I. von Kleve und ⚭ 14. Februar 1372 dritte Ehe mit Jean de Chatillon Graf von Blois und während des ersten geldrischen Erbfolgekrieges von 24. Februar 1372 bis 24. März 1379 Herzog von Geldern
      4. Elisabeth, Äbtissin des Klosters Graefenthal, † 10. Dezember 1376
      5. Maria, (*? – † Nov. 1397), ⚭ 1362 mit Herzog Wilhelm II./IV. von Jülich,
        1. Eduard von Geldern, (* 12. März 1336 – † 24. August 1371), Herzog von Geldern und Graf von Zutphen von 23. Mai 1361 bis 24. August 1371, 1361 besiegte Eduard in einer Schlacht seinen Bruder und Herzog Rainald III., zwang ihn zur Abdankung und wurde selbst Herzog bis zu seinem Tod
          1. Rainald III. von Geldern, vom 24. August 1371 bis 4. Dezember 1371 nochmals Herzog von Geldern; nach seinem Tod 1371 stirbt das Adelshaus „Wassenberg/Flamenses“ im Mannesstamm in Geldern aus und es kam zum Ersten Geldrischen Erbfolgekrieg zwischen den Töchtern Mechthild und Maria von Rainald II. von Geldern